# Jakob von Uexkull
Carl Wolmar Jakob Freiherr von Uexküll (nascido em 19 de agosto de 1944) é escritor, conferencista, filantropo, ativista e ex-político. Ele serviu como um membro do Parlamento Europeu 1987-1989, representando o Partido Verde alemão. Em 1980, Uexkull fundou o Right Livelihood Award, e em 2006, ele é co-fundador do World Future Council. Nascido na Suécia, ele é cidadão sueco e alemão e residente no Reino Unido.

## Biografia
É filho de Gustav Adolf Gösta, Barão de von Uexküll e Ewa Lewerentz, nasceu em Uppsala, na Suécia, de uma nobre família alemã do Báltico que deixou a Estônia após a Primeira Guerra Mundial . Depois de estudar na Suécia e na Alemanha, ele ganhou uma bolsa de estudos para Christ Church, Oxford, graduando-se em Filosofia, Política e Economia .
Seu avô, Jakob von Uexküll, foi biólogo e fundador do estudo da biossemiótica. Seu avô materno era o renomado arquiteto sueco Sigurd Lewerentz. Uexküll é casado e tem três filhos. Ele mora com a família em Londres.

## Prêmio Right Livelihood
O Prêmio de Meios de Subsistência Correto evoluiu a partir da opinião de von Uexküll de que os Prêmios Nobel eram de alcance relativamente estreito e geralmente reconheciam o trabalho dos cidadãos nos países industrializados. A Uexküll primeiramente abordou a Fundação Nobel com a sugestão de estabelecer dois novos prêmios, um para ecologia e outro relevante para as vidas da maioria pobre da população mundial. Ele se ofereceu para contribuir financeiramente, mas sua proposta foi recusada.
A Uexküll então criou o Right Livelihood Award e forneceu uma dotação inicial ao vender sua coleção de selos postais por US$1 milhão; os prémios atraíram subsequentemente financiamento adicional de particulares, permitindo a doação de prémios anuais no valor de 150.000 euros. Em 1980, os primeiros Prêmios Right Livelihood foram concedidos em um salão alugado. Cinco anos depois, o convite para apresentá-los no parlamento sueco em Estocolmo se seguiu. Desde 2005, seu sobrinho Ole von Uexküll assumiu a gestão do Right Livelihood Award.

## Ativismo
O Partido Verde alemão nomeou várias vezes Jakob von Uexküll nas eleições para o Parlamento Europeu. Como membro do Parlamento Europeu (1987-1989), ele atuou no Comitê de Assuntos Políticos e no Comitê de Ciência e Tecnologia. Foi também membro da Delegação para as Relações com o Soviete Supremo da URSS e do Intergrupo Báltico.
Uexküll é co-fundador do The Other Economic Summit (1984) e fundador do Prêmio do Renascimento Estoniano (1993). É patrono da Amigos da Terra Internacional, membro do Conselho de Governança da Transparência Internacional e da Comissão Global para o Financiamento das Nações Unidas. Ele atuou no Conselho do Greenpeace, na Alemanha, e na New Economics Foundation, em Londres. Ele também foi membro da Comissão da UNESCO sobre Direitos Humanos e Responsabilidades. Uexkull palestras sobre questões ambientais, justiça e paz. Ele também é um filatelista com publicações incluindo "A História Postal Antiga da Arábia Saudita" (Londres, 2001). Em 2007, a Uexküll fundou o World Future Council.

## Honras e prêmios
- Cruzada do Mérito da Ordem da República Federal da Alemanha (2009) [8]
- Prêmio Erich-Fromm em Stuttgart, Alemanha (2008) [9]
- Grande Prêmio Vinculante de Proteção Ambiental, Liechtenstein (2006)
- Prêmio Time European Heroes da revista Time (2005) [10]
- Ordem da Terceira Classe da Cruz de Terra Mariana, Estônia (2001) [11]
- Prémio de Investigação Futura, Salzburgo (1999)
- Prêmio Bios, São Petersburgo (1998) [12]
- Patrono, Semana Internacional do Estudante em Ilmenau (ISWI) 2015[13]